# Јанково Селиште
Јанково Селиште је насељено место у Карловачкој жупанији у Хрватској. Административно припада општини Генералски Стол.

## Становништво
Према попису становништва из 2001. године, насеље је имало 102 становника у 36 породичних домаћинстава.
Кретање броја становника по пописима 1857—2001.
| година пописа  | 1857. | 1869. | 1880. | 1890. | 1900. | 1910. | 1921. | 1931. | 1948. | 1953. | 1961. | 1971. | 1981. | 1991. | 2001. |
| бр. становника | 144   | 161   | 164   | 162   | 160   | 146   | 135   | 164   | 205   | 203   | 203   | 174   | 150   | 129   | 102   |